# Un éléphant ça trompe énormément
Un éléphant ça trompe énormément is een Franse film uit 1976 van Yves Robert.
Het is een komedie over een gelukkig getrouwd man die uiteindelijk toch vreemdgaat met een dame in een rode jurk. De film was zeer succesvol in de bioscoop en werd genomineerd voor de Golden Globe 1977, categorie Beste buitenlandse film.
In 1977 kwam Nous irons tous au paradis uit, van dezelfde regisseur en met grotendeels dezelfde acteurs.

## Verhaal
Étienne is een wat suffige veertiger. Succesvol in zijn werk en gelukkig getrouwd. Hij tennist regelmatig met zijn vrienden, alle drie een stuk minder gelukkig dan Étienne. Zo is daar Bouly, die regelmatig vreemdgaat en uiteindelijk door zijn vrouw verlaten wordt. Ze doet dat zeer grondig en laat Bouly precies de helft van alle bezittingen. Simon aan de andere kant wordt zo gedomineerd door zijn moeder dat hij niet aan vrouwen toekomt. Wie ook niet aan vrouwen toekomt is Daniel, maar om een andere reden, hij is namelijk homoseksueel, maar wil dit nog niet toegeven. 
Aan Étienne  lijken de stormen van het leven voorbij te gaan totdat hij in de parkeergarage van zijn kantoor Charlotte tegenkomt, een mooie dame in een rode jurk. Étienne lijkt te worden getroffen door een bliksemschicht. De eens zo schuchtere kantoorman is verliefd en gaat zich ook als zodanig gedragen. Hij verandert zijn garderobe, gaat weer paardrijden omdat het onderwerp van zijn dromen dit ook doet, kortom, zijn wereld staat op zijn kop. 
Als hij uiteindelijk Charlotte zover weet te krijgen dat ze hem meeneemt naar haar appartement, is Étienne in de zevende hemel. Hij gaat met haar naar bed en alles lijkt goed te gaan. Maar dan komt de man van Charlotte plotseling thuis. De arme Étienne, die niet wist dat zijn geliefde getrouwd was, wordt pardoes naar buiten gedirigeerd; een smalle richel op waar je amper op kunt staan. Niet lang daarna wordt Étienne gezien door voorbijgangers die denken dat hij zelfmoord wil plegen. De arme man wordt zelfs gefilmd door een nieuwsploeg in een helikopter en heel Frankrijk, inclusief zijn vrouw, kan 'meegenieten' van het wrange einde van Étiennes overspel.

## Rolverdeling
| Acteur                   | Personage |
| ------------------------ | --------- |
| Jean Rochefort           | Étienne   |
| Claude Brasseur          | Daniel    |
| Guy Bedos                | Simon     |
| Victor Lanoux            | Bouly     |
| Danièle Delorme          | Marthe    |
| Anny Duperey             | Charlotte |
| Martine Sarcey Esperanza |           |
| Marthe Villalonga        | Mouchy    |
| Louise Conte             | Marraine  |
| Christophe Bourseiller   | Lucien    |
| Maurice Bénichou         | Gonthier  |

## Achtergrond
Un éléphant ça trompe énormément is een komedie, maar hoewel er genoeg te lachen valt, wel een donkere komedie. In feite is het leven van de vier vrienden, Étienne, Simon, Bouly en Daniel, nogal triest. Bouly doet erg macho, maar huilt als een kind als zijn vrouw hem verlaat, Simon wordt volkomen overschaduwd door zijn moeder en Daniel durft niet uit de kast te komen. Étienne lijkt, met zijn gelukkige gezinsleven, een vreemde eend in de bijt, maar ook hij leeft in een sleur. Huwelijk en carrière verlopen goed, maar hij mist avontuur. Zijn avontuur met de mooie Charlotte loopt echter uit op een deceptie en de geschrokken kantoorman wordt plotseling aangezien voor een zelfmoordenaar in kamerjas. De humor in de film is soms inktzwart, bijvoorbeeld als Daniel doet alsof hij blind is en in een restaurant glazen en borden aan diggelen slaat met een blindenstok. Maar regisseur Yves Robert weet de balans tussen drama en humor op peil te houden door Jean Rochefort van een schuchtere kantoorman om te toveren in een aandoenlijke Don Juan. De manier waarop Rochefort paardrijdt om indruk te maken op Charlotte is pure slapstick. Het resultaat is een romantische komedie met donkere trekjes.

## Titel
De titel is ontleend aan de eerste regels van een Frans kinderliedje:
"Un éléphant, ça trompe, ça trompe
Un éléphant, ça trompe énormément"
dat grappig klinkt omdat ça trompe "dat bedriegt" net zo klinkt als sa trompe "zijn slurf". De context levert dus meteen een voorbeeld van de betekenis op. Omdat tromper net als het Nederlandse "bedriegen" ook de betekenis "overspel bedrijven" heeft, zinspeelt dit weer op de thema's van de film. De film werd in Nederland uitgebracht onder de titel "Al is de leugen nog zo snel ...", in België als "Ieder diertje zijn pleziertje" en in de VS als "Pardon Mon Affaire".

## Prijzen en nominaties
Claude Brausseur kreeg een César voor Beste mannelijke bijrol in 1977. Anne Duperey was genomineerd voor een César voor Beste vrouwelijke bijrol maar won niet. Jean-Loup Dabadie, genomineerd voor een César voor Beste scenario, won evenmin. De film werd genomineerd voor een Golden Globe voor Beste buitenlandse film 1977, maar die prijs ging naar Una giornata particolare.

## Remake
In 1984 maakte Gene Wilder een Amerikaanse remake van de film onder de titel The Woman in Red, met Kelly LeBrock in de hoofdrol.